# Универзитет у Марибору
Универзитет у Марибору (словен. Univerza v Mariboru) је други универзитет у Словенији по величини и старости. Први и највећи је Универзитет у Љубљани. Седиште се налази у згради бивше Градске штедионице на Сломшковом тргу у Марибору.
Први ректор Универзитета у Марибору је био проф. др Владимир Брачич такође знан по партизанском имену Мирко. Тренутно је ректор проф. др. Данијел Ребољ.

## Историја
Основна је 1975. године, њени зачеци досежу чак до 1859. године, када је била на иницијативу тедашњег лаватинског бискупа и првог мариборског бискупа Антона Мартина Сломшка основана Висока теолошка школа. Друге више школе, које су постале основа за каснији универзитет је основано крајем 50-их и у почетку 60-их година века: године 1959. Виша комерцијална школа и Виша техничка школа, 1960. Виша агрономска школа, Виша правна школа и Виша стоматолошка школа, 1961. Педагошка академија. За универзитет је проглашена 19. септембра 1975.
Зграда ректора на Сломшковом тргу је између 1995. in 2000. године реновирана. Уједено је било и саграђено ново унутрашње двориште. Испред зграде су тада постављени кипови који су данас знани као алеја великана. Алеју великана чине кипови Франца Миклошича, Матије Мурка, Хермана Поточника и Павла Турнера.